# Banovo brdo
Banovo brdo  je brdo i istoimeno urbano naselje u općini Čukarica u Beogradu. S gradskim središtem povezuje ga Požeška ulica, koja se prema jugu nastavlja na Ibarsku magistralu. Susjedstvo Banova brda čine Ada Ciganlija, Košutnjak, Topčider i Žarkovo. Na južnim obroncima Banova brda smjestila su se dva naselja, naselje "Golf" i "Sunčana padina". Banovom brdu nadjenuto je ime po Matiji Banu, hrvatskom političaru i diplomatu iz Dubrovnika koji je živio i radio u ovdje sredinom 19. stoljeća.